# Seznam dílů seriálu Lovci trolů od Guillerma Del Toro
Toto je seznam dílů seriálu Lovci trolů od Guillerma Del Toro. Americký počítačem animovaný televizní seriál Lovci trolů od Guillerma Del Toro byl zveřejněn 23. prosince 2016 na Netflixu.

## Přehled řad
| Řada | Díly | Premiéra na Netflixu | Premiéra v ČR (Minimax) | Premiéra v ČR (Minimax) |
| Řada | Díly | Premiéra na Netflixu | První díl               | Poslední díl            |
| ---- | ---- | -------------------- | ----------------------- | ----------------------- |
| 1    | 26   | 23. prosince 2016    | 13. července 2018       | 17. srpna 2018          |
| 2    | 13   | 15. prosince 2017    | 1. ledna 2020           | 17. ledna 2020          |
| 3    | 13   | 25. května 2018      | 23. ledna 2020          | 6. února 2020           |

## Seznam dílů

### První řada (2016)
| Č. v seriálu | Č. v řadě | Původní název                    | Český název                                                              | Režie                              | Scénář | Premiéra na Netflixu | Premiéra v ČR (Minimax) |
| ------------ | --------- | -------------------------------- | ------------------------------------------------------------------------ | ---------------------------------- | --- | -------------------- | ----------------------- |
| 1            | 1         | Becoming: Part 1                 | Zrození: 1. část (Netflix) Vhodný: První část (Minimax)                  | Guillermo del Toro a Rodrigo Blaas | námět: Guillermo del Toro, Marc Guggenheim a Rodrigo Blaas scénář: Guillermo del Toro a Marc Guggenheim                      | 23. prosince 2016    | 13. července 2018       |
| 2            | 2         | Becoming: Part 2                 | Zrození: 2. část (Netflix) Vhodný: Druhá část (Minimax)                  | Rodrigo Blaas                      | námět: Guillermo del Toro, Marc Guggenheim a Rodrigo Blaas scénář: Guillermo del Toro a Marc Guggenheim                      | 23. prosince 2016    | 16. července 2018       |
| 3            | 3         | Wherefore Art Thou, Trollhunter? | Proč jsi lovcem trolů (Netflix) Nač jsi lovče trolů (Minimax)            | Rodrigo Blaas a Johane Matte       | Marc Guggenheim | 23. prosince 2016    | 17. července 2018       |
| 4            | 4         | Gnome Your Enemy                 | Nepřítel trpaslík (Netflix) Trpaslík tvým nepřítelem (Minimax)           | Elaine Bogan a Rodrigo Blaas       | námět: Dan Hageman a Kevin Hageman scénář: A.C. Bradley, Chad Quandt a Aaron Waltke                                          | 23. prosince 2016    | 18. července 2018       |
| 5            | 5         | Waka Chaka!                      | Waka Chaka! (Netflix) Waka Chaka (Minimax)                               | Elaine Bogan a Rodrigo Blaas       | námět: Dan Hageman, Kevin Hageman, Chad Quandt a Aaron Waltke scénář: Chad Quandt a Aaron Waltke                             | 23. prosince 2016    | 19. července 2018       |
| 6            | 6         | Win Lose or Draal                | Kámen, nůžky, Draal (Netflix) Výhra prohra nebo Draal (Minimax)          | Rodrigo Blaas a Johane Matte       | námět: Dan Hageman a Kevin Hageman scénář: Rodrigo Blaas a Johane Matte                                                      | 23. prosince 2016    | 20. července 2018       |
| 7            | 7         | To Catch a Changeling            | Hon na měnivce (Netflix) Jak chytit podvržence (Minimax)                 | Simon Otto a Rodrigo Blaas         | námět: Dan Hageman a Kevin Hageman scénář: Marc Guggenheim                                                                   | 23. prosince 2016    | 23. července 2018       |
| 8            | 8         | Adventures in Trollsitting       | Hlídání trolů (Netflix) Dobrodružství při hlídání trolů (Minimax)        | Rodrigo Blaas a Johane Matte       | námět: A.C. Bradley, Dan Hageman, Kevin Hageman, Chad Quandt a Aaron Waltke scénář: A.C. Bradley, Chad Quandt a Aaron Waltke | 23. prosince 2016    | 24. července 2018       |
| 9            | 9         | Bittersweet Sixteen              | Hořkosladkých šestnáct                                                   | Elaine Bogan a Rodrigo Blaas       | A.C. Bradley, Chad Quandt a Aaron Waltke                                                                                     | 23. prosince 2016    | 25. července 2018       |
| 10           | 10        | Young Atlas                      | Mladý Atlas                                                              | Andrew L. Schmidt a Rodrigo Blaas  | Chad Quandt a Aaron Waltke                                                                                                   | 23. prosince 2016    | 26. července 2018       |
| 11           | 11        | Recipe for Disaster              | Recept na pohromu (Netflix) Recept na katastrofu (Minimax)               | Elaine Bogan a Rodrigo Blaas       | námět: A.C. Bradley scénář: Dan Hageman a Kevin Hageman                                                                      | 23. prosince 2016    | 27. července 2018       |
| 12           | 12        | Claire and Present Danger        | Claire a žhavé nebezpečí (Netflix) Claire a současné nebezpečí (Minimax) | Andrew L. Schmidt a Rodrigo Blaas  | A.C. Bradley, Chad Quandt a Aaron Waltke                                                                                     | 23. prosince 2016    | 30. července 2018       |
| 13           | 13        | The Battle of Two Bridges        | Bitva u dvou mostů (Netflix) Bitva dvou mostů (Minimax)                  | Rodrigo Blaas a Johane Matte       | Dan Hageman a Kevin Hageman                                                                                                  | 23. prosince 2016    | 31. července 2018       |
| 14           | 14        | Return of the Trollhunter        | Návrat lovce trolů                                                       | Elaine Bogan                       | námět: Bradley, Dan Hageman, Kevin Hageman, Chad Quandt a Aaron Waltke scénář: Dan Hageman a Kevin Hageman                   | 23. prosince 2016    | 1. srpna 2018           |
| 15           | 15        | Mudslinging                      | Zápas v blátě (Netflix) Skandalizován (Minimax)                          | Rodrigo Blaas                      | námět: Dan Hageman a Kevin Hageman scénář: Marc Guggenheim                                                                   | 23. prosince 2016    | 2. srpna 2018           |
| 16           | 16        | Roaming Fees May Apply           | Velká výprava (Netflix) Poplatky za roaming mohou být účtovány (Minimax) | Andrew L. Schmidt                  | námět: Dan Hageman a Kevin Hageman scénář: A.C. Bradley, Chad Quandt a Aaron Waltke                                          | 23. prosince 2016    | 3. srpna 2018           |
| 17           | 17        | Blinky's Day Out                 | Blinky vyráží ven (Netflix) Blinkyho den venku (Minimax)                 | Elaine Bogan                       | námět: Dan Hageman a Kevin Hageman scénář: A.C. Bradley, Chad Quandt a Aaron Waltke                                          | 23. prosince 2016    | 6. srpna 2018           |
| 18           | 18        | The Shattered King               | Rozdrcený král (Netflix) Zničený král (Minimax)                          | Rodrigo Blaas                      | námět: A.C. Bradley, Dan Hageman a Kevin Hageman scénář: A.C. Bradley                                                        | 23. prosince 2016    | 7. srpna 2018           |
| 19           | 19        | Airheads                         | Hlava v oblacích (Netflix) Vzdušné hlavy (Minimax)                       | Andrew L. Schmidt                  | námět: Dan Hageman, Kevin Hageman, Chad Quandt a Aaron Waltke scénář: Chad Quandt a Aaron Waltke                             | 23. prosince 2016    | 8. srpna 2018           |
| 20           | 20        | Where Is My Mind?                | Ztratil jsem rozum? (Netflix) Kde je má mysl (Minimax)                   | Elaine Bogan                       | námět: Dan Hageman a Kevin Hageman scénář: A.C. Bradley                                                                      | 23. prosince 2016    | 9. srpna 2018           |
| 21           | 21        | Party Monster                    | Zvíře (Netflix) Večírková příšera (Minimax)                              | Rodrigo Blaas                      | námět: Dan Hageman, Kevin Hageman, Chad Quandt a Aaron Waltke scénář: Chad Quandt a Aaron Waltke                             | 23. prosince 2016    | 10. srpna 2018          |
| 22           | 22        | It's About Time                  | Je na čase (Netflix) Už bylo na čase (Minimax)                           | Andrew L. Schmidt                  | námět: Dan Hageman, Kevin Hageman, Chad Quandt a Aaron Waltke scénář: Marc Guggenheim                                        | 23. prosince 2016    | 13. srpna 2018          |
| 23           | 23        | Wingmen                          | Spojenci (Netflix) Pomocníci (Minimax)                                   | Elaine Bogan a Andrew L. Schmidt   | námět: Dan Hageman a Kevin Hageman scénář: A.C. Bradley                                                                      | 23. prosince 2016    | 14. srpna 2018          |
| 24           | 24        | Angor Management                 | Jak je důležité zvládat Angora (Netflix) Zvládání strachu (Minimax)      | Rodrigo Blaas                      | námět: Dan Hageman, Kevin Hageman, Chad Quandt a Aaron Waltke scénář: Chad Quandt a Aaron Waltke                             | 23. prosince 2016    | 15. srpna 2018          |
| 25           | 25        | A Night to Remember              | Nezapomenutelná noc                                                      | Andrew L. Schmidt                  | námět: A.C. Bradley, Dan Hageman a Kevin Hageman scénář: Marc Guggenheim                                                     | 23. prosince 2016    | 16. srpna 2018          |
| 26           | 26        | Something Rotten This Way Comes  | Cosi shnilého se blíží (Netflix) Něco shnilého sem přichází (Minimax)    | Elain Bogan                        | námět: Dan Hageman a Kevin Hageman scénář: A.C. Bradley                                                                      | 23. prosince 2016    | 17. srpna 2018          |

### Druhá řada (2017)
| Č. v seriálu | Č. v řadě | Původní název                     | Český název         | Režie             | Scénář | Premiéra na Netflixu | Premiéra v ČR (Minimax) |
| ------------ | --------- | --------------------------------- | ------------------- | ----------------- | --- | -------------------- | ----------------------- |
| 27           | 1         | Escape from the Darklands         | Útěk ze Země temna  | Rodrigo Blaas     | námět: Dan Hageman a Kevin Hageman scénář: A.C. Bradley, Dan Hageman, Kevin Hageman, Chad Quandt a Aaron Waltke | 15. prosince 2017    | 1. ledna 2020           |
| 28           | 2         | Skullcrusher                      | Lebkolam            | Andrew L. Schmidt | námět: Dan Hageman a Kevin Hageman scénář: Chad Quandt a Aaron Waltke                                           | 15. prosince 2017    | 2. ledna 2020           |
| 29           | 3         | Grand Theft Otto                  | Grand Theft Otto    | Andrew L. Schmidt | námět: A.C. Bradley, Dan Hageman a Kevin Hageman scénář: A.C. Bradley                                           | 15. prosince 2017    | 3. ledna 2020           |
| 30           | 4         | KanjigAAARRRGGHH!!!               | Kanjig-Aaarrr!      | Johane Matte      | námět: Dan Hageman a Kevin Hageman scénář: Chad Quandt a Aaron Waltke                                           | 15. prosince 2017    | 6. ledna 2020           |
| 31           | 5         | Homecoming                        | Zpátky domů         | Rodrigo Blaas     | námět: Marc Guggenheim, Dan Hageman a Kevin Hageman scénář: A.C. Bradley                                        | 15. prosince 2017    | 7. ledna 2020           |
| 32           | 6         | Hiss Hiss, Bang Bang              | Pšššt... bum        | Elaine Bogan      | námět: Dan Hageman, Kevin Hageman a Lila Scott scénář: Lila Scott                                               | 15. prosince 2017    | 8. ledna 2020           |
| 33           | 7         | Hero with a Thousand Faces        | Hrdina tisíce tváří | Rodrigo Blaas     | námět: Dan Hageman, Kevin Hageman, Chad Quandt a Aaron Waltke scénář: Chad Quandt a Aaron Waltke                | 15. prosince 2017    | 9. ledna 2020           |
| 34           | 8         | Just Add Water                    | Stačí přidat vodu   | Andrew L. Schmidt | námět: Dan Hageman a Kevin Hageman scénář: A.C. Bradley                                                         | 15. prosince 2017    | 10. ledna 2020          |
| 35           | 9         | The Creepslayerz                  | Bijci plíživců      | Elaine Bogan      | námět: Dan Hageman a Kevin Hageman scénář: Chad Quandt a Aaron Waltke                                           | 15. prosince 2017    | 13. ledna 2020          |
| 36           | 10        | The Reckless Club                 | Klub bezstarostných | Rodrigo Blaas     | námět: Dan Hageman a Kevin Hageman scénář: A.C. Bradley a Lila Scott                                            | 15. prosince 2017    | 14. ledna 2020          |
| 37           | 11        | Unbecoming                        | Kouzla zbavený      | Andrew L. Schmidt | námět: Dan Hageman a Kevin Hageman scénář: Chad Quandt a Aaron Waltke                                           | 15. prosince 2017    | 15. ledna 2020          |
| 38           | 12        | Mistrial and Error                | Zločin a trest      | Elaine Bogan      | námět: Dan Hageman a Kevin Hageman scénář: Marc Guggenheim                                                      | 15. prosince 2017    | 16. ledna 2020          |
| 39           | 13        | In the Hall of the Gumm-Gumm King | V trůním sále       | Rodrigo Blaas     | Dan Hageman a Kevin Hageman                                                                                     | 15. prosince 2017    | 17. ledna 2020          |

### Třetí řada (2018)
| Č. v seriálu | Č. v řadě | Původní název                | Český název              | Režie                              | Scénář                                                                            | Premiéra na Netflixu | Premiéra v ČR (Minimax) |
| ------------ | --------- | ---------------------------- | ------------------------ | ---------------------------------- | --------------------------------------------------------------------------------- | -------------------- | ----------------------- |
| 40           | 1         | A Night Patroll              | Noční hlídka             | Andrew L. Schmidt                  | Dan Hageman a Kevin Hageman                                                       | 25. května 2018      | 23. ledna 2020          |
| 41           | 2         | Arcadia's Most Wanted        | Nejhledanější v Arkádii  | Elaine Bogan                       | námět: Dan Hageman a Kevin Hageman scénář: Chad Quandt a Aaron Waltke             | 25. května 2018      | 24. ledna 2020          |
| 42           | 3         | Bad Coffee                   | Mizerný kafe             | Johane Matte                       | námět: Dan Hageman a Kevin Hageman scénář: A.C. Bradley                           | 25. května 2018      | 25. ledna 2020          |
| 43           | 4         | So I'm Dating a Sorceress    | Když chodíš s čarodějkou | Andrew L. Schmidt                  | námět: Dan Hageman a Kevin Hageman scénář: Lila Scott                             | 25. května 2018      | 27. ledna 2020          |
| 44           | 5         | The Exorcism of Claire Nuñez | Rodičovské rady          | Rodrigo Blaas                      | námět: Dan Hageman a Kevin Hageman scénář: Chad Quandt a Aaron Waltke             | 25. května 2018      | 28. ledna 2020          |
| 45           | 6         | Parental Guidance            | Rodičovské rady          | Elaine Bogan                       | námět: Dan Hageman a Kevin Hageman scénář: A.C. Bradley                           | 25. května 2018      | 29. ledna 2020          |
| 46           | 7         | The Oath                     | Přísaha                  | Andrew L. Schmidt                  | námět: Dan Hageman a Kevin Hageman scénář: Chad Quandt a Aaron Waltke             | 25. května 2018      | 30. ledna 2020          |
| 47           | 8         | For the Glory of Merlin      | Pro slávu Merlinovu      | Elaine Bogan                       | námět: Dan Hageman a Kevin Hageman scénář: Marc Guggenheim                        | 25. května 2018      | 31. ledna 2020          |
| 48           | 9         | In Good Hands                | V dobrých rukou          | Johane Matte                       | námět: Dan Hageman a Kevin Hageman scénář: Lila Scott                             | 25. května 2018      | 1. února 2020           |
| 49           | 10        | A House Divided              | Rozpory                  | Andrew L. Schmidt                  | námět: Dan Hageman a Kevin Hageman scénář: A.C. Bradley                           | 25. května 2018      | 3. února 2020           |
| 50           | 11        | Jimhunters                   | Lovci Jima               | Johane Matte                       | námět: Dan Hageman a Kevin Hageman scénář: Chad Quandt & Aaron Waltke             | 25. května 2018      | 4. února 2020           |
| 51           | 12        | The Eternal Knight: Part 1   | Rytířem navěky, 1. část  | Guillermo del Toro a Rodrigo Blaas | námět: Dan Hageman a Kevin Hageman scénář: A.C. Bradley a Marc Guggenheim         | 25. května 2018      | 5. února 2020           |
| 52           | 13        | The Eternal Knight: Part 2   | Rytířem navěky, 2. část  | Guillermo del Toro a Rodrigo Blaas | námět: Dan Hageman a Kevin Hageman scénář: Chad Quandt, Aaron Waltke a Lila Scott | 25. května 2018      | 6. února 2020           |